# Fàbrica de Gas de Terrassa
La fàbrica de gas de Terrassa (també anomenada Fàbrica de Gas Joan Vallès i Cia. o Gasòmetre) va ser una instal·lació industrial per a la producció de gas per a l'enllumenat que va existir a la ciutat de Terrassa (Vallès Occidental, Barcelona) entre el 1859 i el 1940.
La fàbrica, coneguda popularment com el Gasòmetre, ocupava el solar del carrer Gasòmetre, número 4, al sud del centre urbà de Terrassa, en el barri del Segle XXI.
El solar presenta una planta rectangular lleugerament trapezoïdal entre els carrers Gasòmetre, Gibert, Pare Font i Roger de Llúria i ocupa una superfície de 4078 m2.
Comptava amb diversos forns, dels quals encara es conserva una xemeneia, magatzems per al carbó (matèria primera per a la fabricació del gas), diversos dipòsits d'emmagatzematge del gas (gasòmetres, dels quals en va prendre el sobrenom popular el complex), farga, així com altres edificacions vinculades a la producció. El gas s'obtenia d'un compost d'hulla i resina.

## Història
1855 – 56 – Es debat en el ple de l’Ajuntament diverses propostes de la instal·lació de fàbriques de gas sense que se n’aprovi cap.
1858 – Primera subhasta del servei d’enllumenat públic per gas a l’ajuntament de Terrassa. Queda desert.
Al 1859 es produí la segona subhasta del servei d'enllumenat públic per a gas a l'ajuntament de Terrassa. Adjudicació al projecte de Joan Vallès i Tutuach, veí i propietari de Barcelona que tenia una fàbrica de productes químics. s'atorgava al concessionari el monopoli de l'enllumenat públic i privat durant vint anys. El desembre d'aquell any es constitueix la societat “Joan Vallès i Cía. SA” amb un capital de 435.000 rals (108.750 ptes.)
El principal soci i administrador era el mateix Joan Vallès, que hi aportà el 24% del capital. Els altres socis importants, segons la magnitud de les seves aportacions, eren: Josep Roca i Parés (4,6% del capital), nat a Barcelona, Anna Galí, vídua de Josep Oriol Mauri (4,6%), natural i veïna de Terrassa, Pere Prats (4,6%), nat a l'Hospitalet i veí de Barcelona, Felip Soler i Campà (3,7%) nat Barcelona i veí de Terrassa, i Maurici Puigdollers (3,2%), nascut a Sabadell i veí de Terrassa. La resta dels 61 socis que componien la societat eren majoritàriament veïns de Terrassa, entre els quals cal destacar Llàtzer Ulles, propietari d'un important vapor, el fabricant de filats Isidre Bertran i diversos membres de les famílies Galí i Ubach.
Al 1860 s'inicià la producció de gas.
1872 – Mor Joan Vallès i Joan Juncosa i Barber passa a ser el nou administrador. L’empresa es passa a dir “Joan Juncosa i Cía”. Juncosa, tot i no ser el soci majoritari, tenia experiència en l’administració d’empreses de gas perquè havia estat l’impulsor el 1861 de l’empresa “Sagret, Juncosa i Roca SA”, encarregada del subministrament del gas a Lleida.
1881 – L’Ajuntament convoca una nova subhasta del servei del gas. No s'hi va presentar ningú i es va prorrogar la concessió vigent a Juan Juncosa y Cia.
1885 - 1886 – A mitjans de 1885 Juan Juncosa y Cía es posa en contacte amb La Propagadora del Gas (empresa de Gràcia que havia anat adquirint diverses fàbriques de gas) i ofereixen la compra de la fàbrica per 22.000 duros.
La Propagadora del Gas acceptà la proposta: compra la fàbrica a primers de gener de 1886. Probablement, els antics propietaris van optar per desfer- se del negoci a la vista de la inversió que exigia l’estat de les instal·lacions. En una primera anàlisi, la nova direcció constatà que el servei que s'oferia era deficient i que l’estat de l’únic forn que tenia la fàbrica era pèssim. Immediatament s'inicià la construcció de dos forns i d’un gasòmetre i posteriorment es procedí a la renovació de les canonades dels principals carrers per augmentar la capacitat. L’interès de La Propagadora del Gas era aprofitar el potencial de consum de la industriosa ciutat de Terrassa.
1890 – La Propagadora de Gas guanyà la subhasta per l’enllumenat públic i signà el contracte amb l’Ajuntament de vint anys de durada. Malgrat això l’Ajuntament va resultar ser un client molt mal pagador i va acumular uns deutes importantíssims amb la companyia.
Anys 1890 – El creixement de la ciutat obliga a La Propagadora del Gas a perllongar les canonades i a expandir les instal·lacions d’emmagatzematge. Construcció d’un nou gasòmetre i ampliació de la sala de forns.
1912 – La Propagadora de Gas queda absorbida per Catalana de Gas S.A., que és qui d’ara en endavant s'ocuparà de la producció del gas i, per tant, de la gestió de la Fàbrica de Gas de Terrassa. L’evolució de la producció a partir de la segona dècada del segle XX es veié marcada per l’escassetat de carbó causada per la Primera Guerra Mundial. No recuperà els nivells anteriors a la Primera Guerra Mundial fins al 1924, A més a partir dels anys 20 l’arribada de la hidroelectricitat va fer que la demanda del sector industrial anés disminuint significativament.
1940 - L’abril 1940 començaren els treballs per subministrar gas a Terrassa des de la fàbrica de Sabadell. Aquest era un primer pas fins que es realitzés el transport en alta pressió des de Barcelona. La connexió entre les dues capitals del Vallès entrà en funcionament el 1941, i va comportar la fi de la producció a les instal·lacions terrassenques.

## La indústria del gas
El gas d’hulla va ser una de les innovacions més significatives de la Primera Revolució Industrial. La presència de substàncies volàtils inflamables en qualsevol procés de combustió era coneguda des d’èpoques molt remotes, però els experiments científics destinats a trobar la manera de produir gas per a la seva utilització com a font calòrica i lumínica no van començar fins al segle XVII. Els primers intents d’aplicació pràctica es van fer esperar fins a finals del segle XVIII.
El gas de ciutat va començar a usar-se a les fàbriques a partir de la Revolució Industrial, i en concret a Catalunya va ser un dels elements energètics bàsics per fer créixer la indústria tèxtil. Després va estendre's a ús comercial i domèstic. A Catalunya es va començar a instal·lar per a consum domèstic a les llars de les principals ciutats a partir de la segona meitat del segle xix. El gas de ciutat s'obtenia a les fàbriques, per exemple a la Fàbrica de Gas de Terrassa, destil·lant-hi hulla que s'importava a través del port de Barcelona, quedava emmagatzemat dins grans dipòsits cilíndrics i es transportava a la ciutat per una xarxa de canonades.
La primera fàbrica instal·lada a Catalunya que produïa gas va ser la de la Barceloneta, l’any 1842. A partir d’aquest moment altres ciutats van seguir el seu exemple, com per exemple Sabadell, que va iniciar l’enllumenat públic l’any 1952.
La majoria de fàbriques utilitzaven el sistema de destil·lació d’hulla. Algunes van implementar sistemes locals, inventats per enginyers locals, com el procediment Jaume Arbós en els anys 1860 a Vilafranca, Badalona i Tortosa.
El procés de fabricació de gas era relativament senzill: el gas, obtingut en aquest cas mitjançant la destil·lació de carbó d'hulla, era distribuït mitjançant un sistema de canonades a la xarxa d’enllumenat públic, on la seva combustió produïa llum en els fanals. El carbó d’hulla es destil·lava en uns forns a temperatures d’entre 1.200 °C i 1.300 °C, sense contacte amb l’aire. La fàbrica de Terrassa era de les denominades “de foc directe”. Aquí es produïa la combustió d’aquest carbó i des d’aquestes forns amb unes canonades es canalitzava el gas resultant carregat de productes volàtils – vapors de quitrà i altres hidrocarburs lleugers, metanol, hidrogen, òxid de carbó, amoníacs compostos sulfurats i nitrogen. El següent pas era el filtrat del quitrà i el posterior refredament d’aquest gas. Després es rentava amb aigua per dissoldre els amoníacs i l'àcid sulfhídric. I finalment, amb purificadors, s'eliminava el total del sulfur de hidrogen i altres impureses. En aquest punt el gas ja depurat s'introduïa en uns grans dipòsits cilíndrics anomenats gasòmetres.
Malgrat la introducció de l’electricitat, es van continuar instal·lant fàbriques de gas durant la primera meitat del s. XX i fins a la Segona Guerra Mundial. Algunes substituïen fàbriques que havien quedat obsoletes o no podien mantenir la demanda.
A partir de la Primera Guerra Mundial, el mercat de l’electricitat pren el relleu i la instal·lació de fàbriques de gas anirà decreixent en part per la substitució del mercat i en part per la creixent falta de carbó.
La obtenció del gas mitjançant carbó hulla consisteix en sotmetre el carbó a grans temperatures en us recipients anomenats retorta, situades a dins de forns. Es necessita carbó sense impureses i combustible pels forns, normalment carbó de coc. El gas obtingut és depurat mitjançant condensadors i emmagatzemat en grans cilindres circulars fins a la seva distribució a través de canonades semblants a les de l’aigua.